# Rafael Vidal
Rafael Antonio Vidal Castro (* 6. Januar 1964 in Caracas; † 12. Februar 2005 ebenda) war ein venezolanischer Schwimmer.

## Karriere
Rafael Vidal nahm im Alter von 16 Jahren erstmals bei den Olympischen Sommerspielen 1980 in Moskau teil. In seinen Wettkämpfen über 100 m sowie 200 m Schmetterling schied er jedoch beide Male im Vorlauf aus.
Im Alter von 20 Jahren war Rafael Vidal bei den Olympischen Sommerspielen 1984 in Los Angeles, der erste venezolanische Schwimmer, der eine olympische Medaille gewinnen konnte. Im Wettkampf über 200 m Schmetterling war Vidal mit einer Körpergröße von 1,80 Metern einer der kleinsten Athleten im Finallauf. Jedoch konnte er den 20 Zentimeter größeren Michael Groß lange Zeit auf Distanz halten. Erst kurz vor dem Ziel konnte der Westdeutsche Groß durch seine langgestreckten Arme vor Vidal anschlagen und verdrängte ihn noch auf den Bronzerang. Jedoch machte ihn diese Bronzemedaille in Venezuela zu einer nationalen Berühmtheit.
Ein Jahr später verließ Vidal sein Heimatland und begann im US-amerikanischen Gainesville seinen Bachelor in Computer- und Informationswissenschaften an der University of Florida. Dort schwamm er für die Florida Gators und nahm an Wettkämpfen der National Collegiate Athletic Association teil. Von 1981 bis 1985 wurde er dabei von Randy Reese trainiert.
Nach seiner Rückkehr nach Venezuela war Vidal bei einem lokalen Fernsehsender als Sportkommentator angestellt und wurde zu einer bekannten Fernsehpersönlichkeit. 1998 gründete er mit Cheche Vidal ein Unternehmen.
Am frühen Morgen des 12. Februar 2005 starb Vidal im Alter von 41 Jahren bei einem Verkehrsunfall in Caracas, als ein Fahrer eines illegalen Straßenrennens in Vidals Auto fuhr.

## Trivia
Am 12. Februar 2006 fand erstmals ein Schwimmwettbewerb unter dem Namen Un Millón de metros por Rafael Vidal (deutsch Eine Million Meter für Rafael Vidal) statt, an dem mehr als vierzehn Millionen Meter von Schwimmern aus Venezuela und der ganzen Welt geschwommen wurden. Die Veranstaltung findet seitdem jedes Jahr statt.